# Aeroportul Silchar
Aeroportul Silchar (IATA: IXS, ICAO: VEKU) este un aeroport din Assam, India ce deservește zona Silchar⁠(d). Aeroportul a fost tranzitat în decembrie 2022 de 39.894 de pasageri. A fost numit după zona deservită.
Situat la o altitudine de 107 m, aeroportul dispune de o singură pistă. Este operat de Indian Air Force⁠(d).